# دی‌اکتیل آدیپات
دی‌اکتیل آدیپات (به انگلیسی: Dioctyl adipate) با فرمول شیمیایی C۲۲H۴۲O۴ یک ترکیب شیمیایی با شناسه پاب‌کم ۳۱۲۷۱ است. که جرم مولی آن ۳۷۰٫۵۷ g/mol می‌باشد. 